# Live from Amsterdam
Albums de Alter Bridge
Live at Wembley
(2012)
Live from Amsterdam est le premier album live du groupe Alter Bridge sorti en 2009.

## Liste des chansons

### CD
| No  | Titre                  | Durée |
| --- | ---------------------- | ----- |
| 1.  | Intro" / "Come to Life | 5:06  |
| 2.  | Before Tomorrow Comes  | 4:25  |
| 3.  | Brand New Start        | 4:44  |
| 4.  | White Knuckles         | 5:14  |
| 5.  | Buried Alive           | 4:15  |
| 6.  | One Day Remains        | 4:42  |
| 7.  | Watch Over You         | 4:55  |
| 8.  | Ties That Bind         | 3:14  |
| 9.  | Blackbird              | 8:50  |
| 10. | In Loving Memory       | 5:54  |
| 11. | Metalingus             | 4:39  |
| 12. | Open Your Eyes         | 8:10  |
| 13. | Broken Wings           | 4:54  |
| 14. | Rise Today             | 6:47  |

### DVD
| No  | Titre                                                    | Durée |
| --- | -------------------------------------------------------- | ----- |
| 1.  | Intro" / "Come to Life                                   |       |
| 2.  | Find the Real                                            |       |
| 3.  | Before Tomorrow Comes                                    |       |
| 4.  | Brand New Start                                          |       |
| 5.  | White Knuckles                                           |       |
| 6.  | Buried Alive                                             |       |
| 7.  | Coming Home                                              |       |
| 8.  | One Day Remains                                          |       |
| 9.  | Watch Over You                                           |       |
| 10. | Ties That Bind                                           |       |
| 11. | Blackbird (Intro)" (reprise de The Beatles) / "Blackbird |       |
| 12. | In Loving Memory                                         |       |
| 13. | Metalingus                                               |       |
| 14. | Open Your Eyes                                           |       |
| 15. | Broken Wings                                             |       |
| 16. | New Way to Live                                          |       |
| 17. | Mud Bone                                                 |       |
| 18. | Rise Today                                               |       |